# Miguel Ángel Garaulet
Miguel Ángel Garaulet Rodríguez, né le 7 août 1968, est un homme politique espagnol membre de Ciudadanos.
Il est élu député de la circonscription de Murcie lors des élections générales de décembre 2015.

## Biographie

### Vie privée
Il est marié et père de deux enfants.

### Profession
Miguel Ángel Garaulet Rodríguez est titulaire d'une licence en sciences économiques et entrepreneuriales. Il est économiste et chef d'entreprise.

### Carrière politique
Le 20 décembre 2015, il est élu député pour Murcie au Congrès des députés et réélu en 2016.